# Seebenau
Seebenau ist eine Ortschaft der Hansestadt Salzwedel im Altmarkkreis Salzwedel in Sachsen-Anhalt.

## Geographie

### Lage
Die Ortschaft liegt im Nordwesten der Altmark im Norden des Bundeslandes Sachsen-Anhalt unweit der Grenze zu Niedersachsen. Seeben als größter Ortsteil liegt in der Mitte, Darsekau etwa zwei Kilometer nordwestlich davon und Cheine rund drei Kilometer südöstlich.

### Ortschaftsgliederung
Zur Ortschaft Seebenau gehören die Ortsteile Seeben, Cheine und Darsekau.

## Geschichte

### Entstehung der Gemeinde
Am 1. April 1938 wurden die Gemeinden Seeben und Darsekau aus dem Landkreis Salzwedel zu einer neuen Gemeinde mit dem Namen Seebenau vereinigt.

### Landwirtschaft
Bei der Bodenreform wurde 1945 festgestellt: 96 Besitzungen unter 100 Hektar hatten zusammen 1325 Hektar, die Kirche hatte einen Hektar Fläche in Besitz, die Gemeinde 4 Hektar, Staat und Reich hatten 351 Hektar Landbesitz. Im Jahre 1946 wurden 351 Hektar enteignet und auf 170 Siedler aufgeteilt. Zwie Jahre später, 1948, gab es noch 166 Erwerber von Land aus der Bodenreform. Im Jahre 1952 entstand die erste Landwirtschaftliche Produktionsgenossenschaft vom Typ III, die LPG „Deutsch-Sowjetische Freundschaft“ (in Darsekau). Sie wurde 1960 mit der LPG „Thomas Müntzer“ in Cheine zusammengeschlossen, gemeinsam mit der LPG Typ I „Frischauf“ entstand daraus die Groß-LPG Cheine-Sebenau. Im Jahr 1986 gab es die LPG Deutsch-Sowjetische Freundschaft Seebenau-Brietz mit Verwaltung Cheine, den Betriebsteilen Brietz und Darsekau, der Rinderanlage Seebenau und Werkstatt Brietz. Die LPG (Pflanzenproduktion) Osterwohle hatte ihre Werkstatt in Seebenau. 1992 wurde die LPG Seebenau-Brietz, Sitz Cheine, in den „Agrarproduktionsbetrieb Seebenau eG“ umgewandelt, der auch heute fortbesteht.

### Auflösung der Gemeinde und Bildung der Ortschaft
Am 25. Juli 1952 kam Seebenau aus dem Landkreis Salzwedel zum Kreis Salzwedel. Am 1. März 1973 wurde die Gemeinde Cheine aus demselben Kreis in die Gemeinde Seebenau eingemeindet. Am 1. Juli 1994 kam Seebenau zum Altmarkkreis Salzwedel.
Bis Ende 2009 bildeten Seeben, Cheine und Darsekau die eigenständige Gemeinde Seebenau, die Mitglied der Verwaltungsgemeinschaft Salzwedel-Land war.
Durch einen Gebietsänderungsvertrag beschloss der Gemeinderat von Seebenau am 12. Januar 2009, dass die Gemeinde in die Hansestadt Salzwedel eingemeindet wird. Dieser Vertrag wurde vom Landkreis als unterer Kommunalaufsichtsbehörde genehmigt und trat am 1. Januar 2010 in Kraft.

Nach der Eingemeindung wurden Cheine, Darsekau und Seeben Ortsteile der Hansestadt Salzwedel. Für die eingemeindete Gemeinde wurde die Ortschaftsverfassung nach den §§ 86 ff. Gemeindeordnung Sachsen-Anhalt eingeführt. Für die nunmehrige Ortschaft Seebenau wurde ein Ortschaftsrat mit fünf Mitgliedern einschließlich Ortsbürgermeister gebildet.
Somit war am 1. Januar 2010 aus der Gemeinde Seebenau die heutige Ortschaft Seebenau entstanden.

### Einwohnerentwicklung der Gemeinde
| Jahr | Einwohner |
| ---- | --------- |
| 1939 | 458       |
| 1946 | 537       |
| 1964 | 486       |
| 1971 | 455       |
| 1981 | 603       |
| 1985 | [0]574    |
| 1990 | [0]510    |
| 1993 | 514       |

| Jahr | Einwohner |
| ---- | --------- |
| 1995 | [0]609    |
| 1998 | [0]650    |
| 2000 | [0]649    |
| 2002 | [0]658    |
| 2004 | [0]665    |
| 2006 | [0]658    |
| 2008 | [0]642    |
| 2009 | [0]620    |

Quelle, wenn nicht angegeben, bis 1993:

## Politik

### Ortsbürgermeister
Herbert Amft ist Ortsbürgermeister der Ortschaft Seebenau.
Letzter Bürgermeister der Gemeinde war Frank Ludwig.

### Ortschaftsrat
Bei der ersten Ortschaftsratswahl am 9. Juni 2024 errang die „Gemeinde Seebenau“ alle 5 Sitze.
Es wurden eine Frau und vier Männer gewählt. Von 469 Wahlberechtigten hatten 304 ihre Stimme abgegeben, die Wahlbeteiligung betrug damit 64,82 Prozent.